# Struthanthus dentatus
Struthanthus dentatus är en tvåhjärtbladig växtart som beskrevs av J. Kuijt. Struthanthus dentatus ingår i släktet Struthanthus och familjen Loranthaceae. Inga underarter finns listade i Catalogue of Life.